# Andrija Mohorovičić
Andrija Mohorovičić   (Volosko, 23 de gener de 1857 - Zagreb, 18 de desembre de 1936) va ser un notable meteoròleg i sismòleg croat. Va ser un dels més prominents científics en el camp de l'estudi de Terra en el segle xx. L'any 1966, un asteroide amb un període orbital de 5 anys i 38 dies va ser anomenat "(8422) Mohorovičić en el seu honor. L'any 1970, un cràter de 77 quilòmetres de diàmetre a la cara oculta de la Lluna va ser batejat amb el seu nom.

## Biografia
Nascut a Volosko, prop d'Opatija, on el seu pare, també anomenat Andrija, exercia de ferrer elaborant àncores. El jove Andrija apreciava el mar, i es va casar amb la filla d'un capità, Silvija Vernia. Van tenir quatre fills.
Andrija va rebre la seva educació elemental a la seva ciutat natal, i va continuar els seus estudis a l'institut d'una ciutat veïna, Rijeka. Posteriorment, va completar la seva formació en Matemàtiques i Física a la Facultat de Filosofia de Praga, el 1875. En aquesta ciutat, un dels seus professors va ser el físic Ernst Mach. Amb quinze anys, el jove Mohorovičić va aprendre italià, anglès i francès, i algun temps després alemany, llatí i grec antic.
La seva carrera va començar amb un lloc de professor a la Facultat de Zagreb (1879 - 1880) i més tard a l'escola secundària d'Osijek. El 1882, va començar a donar classes a la Reial Escola Nàutica de Bakar, prop de Rijeka, lloc que va conservar durant nou anys. Els treballs que va iniciar en aquest període van ser crucials en la seva posterior carrera científica. Des de 1893 fins a 1917-1918 va ser professor en els camps de la geofísica i l'astronomia a la Facultat de Filosofia de la Universitat de Zagreb. El 1898 es va convertir en membre del que posteriorment seria l'Acadèmia Croata d'Arts i Ciències, a Zagreb, on ell era docent privat. El 1910, va assumir el lloc de professor associat de la universitat.

## Meteorologia
A Bakar, va fer el seu primer contacte amb el camp de la meteorologia, de la qual va impartir classes a la Reial Escola Nàutica. Aquest camp de la ciència el va influenciar fins al punt que va fundar l'estació meteorològica local el 1887. Va començar a dur a terme observacions, mesures i anàlisis sistemàtiques, inventant i construint instrumentació per a la mesura de les velocitats vertical i horitzontal dels núvols. El 1907, va publicar el treball Instruccions per a l'observació de la precipitació a Croàcia i Eslovènia. En resposta al seu requeriment, el 1891 va ser transferit a l'Escola Secundària de Zagreb, on, el 1892, es va convertir en el director de l'Observatori Meteorològic de Gric, establint-hi un servei per a tota Croàcia, mentre simultaniejava l'ensenyament de geofísica i astronomia a la universitat.
Un extraordinari fenomen meteorològic que va observar Andrija va ser un tornado a Novska el dia 31 de març de 1892, que va aixecar per l'aire un vagó de tren de 13 tones amb 50 passatgers i el va llançar a una distància de 30 metres. També va observar un vijor (mànega de vent, pluja), prop de Cazma el 1898, i va estudiar el clima de Zagreb. En el seu últim treball sobre meteorologia, el 1901, va tractar el descens de la temperatura atmosfèrica en funció de l'altitud. Les dades acumulades sobre les observacions que va realitzar dels núvols van formar la base de la seva tesi doctoral, titulada Sobre l'observació dels núvols, el període diari i anual a Bakar, i presentada a la Universitat de Zagreb, que el va fer mereixedor del grau de doctor en filosofia l'any 1893.

## Sismologia
El 8 d'octubre de 1909, un terratrèmol va assolar Pokuplje, una regió al sud-est de Zagreb, i va localitzar-ne l'epicentre a 39 quilòmetres de la capital croata. Molts dels sismògrafs existents havien estat instal·lats abans d'aquest succés, i van proveir dades que van permetre a Andrija fer nous descobriments. Va concloure que quan les ones sísmiques arriben als límits entre diferents tipus de material, es reflecteixen i es refracten, tal com ho fan les ones electromagnètiques que formen la llum quan travessen un prisma. Va establir que, quan té lloc un terratrèmol, es transmeten dos tipus d'ones –longitudinals i transversals–, que es propaguen a través del terreny amb diferents velocitats.
Analitzant les dades rebudes pels diferents punts d'observació, Mohorovičić va concloure que la Terra està formada per capes superficials al voltant del nucli intern. Ell va ser el primer científic a deduir (basant-se en les ones sísmiques) la discontinuïtat de superfície i velocitat que separa l'escorça terrestre del mantell. Hi ha profunditats on les ones sísmiques varien la seva velocitat i on també varia la composició química del medi. A partir de les dades recollides, va estimar que el gruix de la capa superior (escorça) és d'uns 54 quilòmetres. Actualment, se sap que l'escorça arriba als 5-9 quilòmetres de gruix sota la superfície del fons oceànic, mentre que sota la superfície continental el gruix oscil·la entre els 25 i els 60 quilòmetres. La superfície que separa l'escorça del mantell s'anomena discontinuïtat de Mohorovičić o capa Moho.
El posterior estudi de l'estructura de la Terra va confirmar l'existència d'aquesta discontinuïtat sota tots els continents i els oceans. Els pensaments i les idees de Mohorovičić van ser visionaris i només van ser veritablement compresos molts anys després.
Mohorovičić es va retirar el 1921.